# مقاطعة ديكاتور (إنديانا)
مقاطعة ديكاتور هي مقاطعة في إنديانا، بلغ عدد سكانها 25٬740  نسمة، في 2010، عاصمتها غرينسبورغ، تبلغ مساحتها 967 كيلومتر مربع.

## الموقع
تشترك في الحدود مع:
- مقاطعة روش
- مقاطعة جينينغز
- مقاطعة بارثولوميو (إنديانا)
- مقاطعة ريبلي
- مقاطعة فرانكلين (إنديانا)
- مقاطعة شيلبي (إنديانا).

## التقسيمات الإدارية
- غرينسبورغ.